# Thierry Détant
Thierry Roger Marc Détant (Amsterdam, 23 november 1965) is een Nederlandse voormalig baanwielrenner. Hij nam deel aan de Olympische Zomerspelen van 1988 waar hij een achttiende plaats behaalde op de 1km tijdrit.

## Belangrijkste uitslagen

### Baanwielrennen
| Jaar     | NK                           | EK       | WK       | Overig                             |
| Amateurs | Amateurs                     | Amateurs | Amateurs | Amateurs                           |
| -------- | ---------------------------- | -------- | -------- | ---------------------------------- |
| 1985     | 1km tijdrit, sprint          |          |          |                                    |
| 1986     | 1km tijdrit, sprint · tandem |          |          |                                    |
| 1987     | 1km tijdrit, sprint          |          |          |                                    |
| 1988     | sprint, koppelkoers          |          |          | Olympische Spelen: 18e 1km tijdrit |
| 1989     | sprint, 1km tijdrit          |          |          |                                    |